# Cairns von Camster

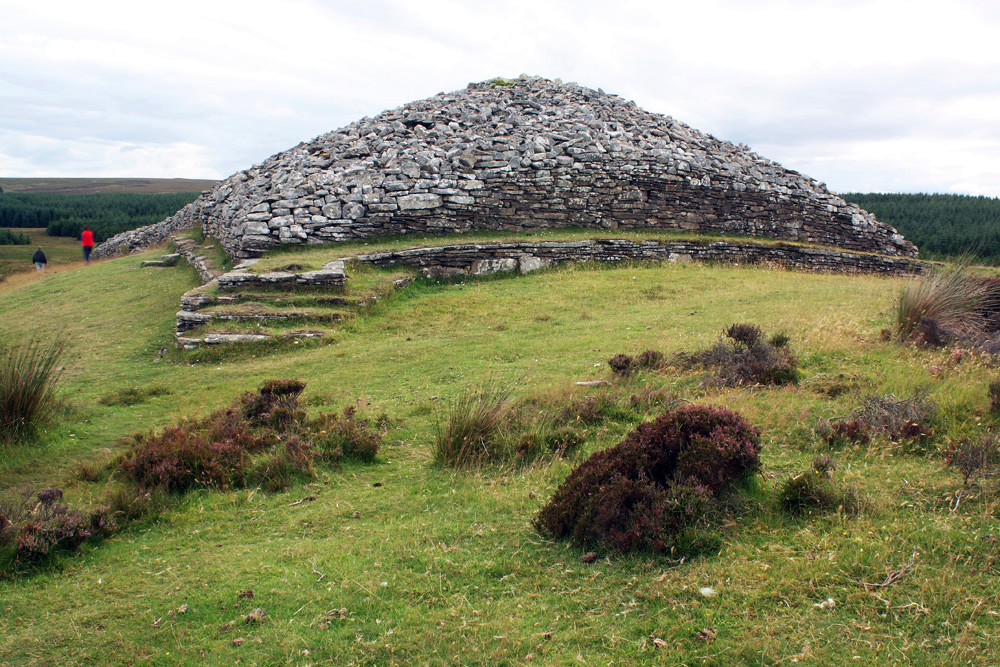
Langhügel

Die Cairns von Camster sind Heel-shaped Cairns und liegen in Caithness in den schottischen Highlands nördlich von Lybster und bestehen aus dem runden und dem langen Steinhügel, die 200 m auseinander liegen (ND24SE 1 2601 4420). Die als „graue Cairns“ bekannten Anlagen hoben sich gegen das braune Moorland deutlicher ab, bevor der heutige Wald gepflanzt wurde.

## Der Rundhügel

Rundhügel

Der Rundhügel hat etwa 18 m Durchmesser und ist 3,7 m hoch. Er bedeckt eine intakte Kammer vom Typ der schottischen Passage Tombs, deren Eingang in der abgeflachten Fassade der Ostseite liegt. Der fast sechs Meter lange Gang führt in die polygonale Vorkammer. Ein Portal markiert den Eingang der aus zwei Bereichen bestehenden Hauptkammer. Der kurze Endbereich wird durch ein seitliches Steinpaar in einen schmaleren Teil abgeteilt, und eine einzelne große Tafel bildet die Endmauer. Das Dach ist, abgesehen vom Einbau eines modernen Dachfensters, intakt.
Anderson und Shearer fanden 1886 bei Ausgrabungen menschliche Knochen, Keramik und Feuersteingeräte auf dem Kammerboden. Die Anlage war mit Erde und Steinen verfüllt worden, als die Nutzung beendet war.

## Der Langhügel

Langhügel, nördliche Kammer

Der Langhügel vom Typ Orkney-Cromarty (OC) ist ein zweiperiodisches Monument, ein nachträglicher, schwach trapezförmiger Überbau über zwei Rundhügel. Einer davon hat Steinkammern, von denen eine der baulichen Gestaltung der Anlage im Rundhügel nahekommt. Die andere ist wesentlich kleiner und ungegliedert. Beide liegen in dem breiteren Nordostteil des 69,5 m langen und 16,8 m breiten Steinhügels, der im ehemaligen Rundhügelbereich aufgewölbt ist. An beiden Enden finden sich Vorhöfe, ähnlich denen der „Horned oder Lobster Cairns“. Diese Bauweise wurde durch die Ausgrabung von Corcoran 1971–1973 und Masters 1976–1980 entdeckt und rekonstruiert. Die Kammern werden von der östlichen Langseite betreten und durch moderne Dachfenster erhellt.
Die Anlagen sind etwa um 3500 v. Chr. gebaut worden. Am Südende des Grabhügels wurden Brandareale unterschiedlicher Größe entdeckt, die in der Verlängerung der Hügelachse lagen und Keramik enthielten. Die C-14-Daten zeigen, dass die Aktivität in den ersten Jahrhunderten des 4. Jahrtausends (um 2950 v. Chr.) stattfanden.